# Клименко Юрій Юрійович
Юрій Юрійович Клименко (нар. 31 березня 1973, смт. Слов'яносербськ, Слов'яносербський район, Луганська область, УРСР, СРСР) — український діяч, заступник голови Луганської обласної військово-цивільної адміністрації, виконувач обов'язків голови Луганської обласної військово-цивільної адміністрації (2015 р.).

## Життєпис
У 1995 році закінчив Луганський державний педагогічний інститут імені Шевченка, здобув кваліфікацію вчителя російської мови та літератури.
У вересні 1995 — лютому 1996 року — провідний спеціаліст Луганського обласного агропромислового акціонерного товариства закритого типу «Агроінтер» у місті Луганську.
У березні 1996 — квітні 2015 року — проходження військової служби в органах Служби безпеки України.
У 1997 році закінчив Академію Служби безпеки України за спеціальністю правознавство.
З квітня 2015 року — заступник голови Луганської обласної державної адміністрації з питань безпеки та громадського порядку, заступника керівника Луганської обласної військово-цивільної адміністрації з питань безпеки та громадського порядку.
15 липня — 22 липня 2015 року — тимчасовий виконувач обов'язків голови Луганської обласної військово-цивільної адміністрації.

## Нагороди
- нагрудний знак СБУ «Хрест Доблесті» ІІ ступеню (2010)